# Giddings (Teksas)
Giddings – miasto w Stanach Zjednoczonych, w stanie Teksas, w hrabstwie Lee. W 2000 roku liczyło 5105 mieszkańców.
Miasto zostało założone w 1871 roku i zasiedlone przez emigrantów - Wendów. Lekki przemysł rozwijał się w mieście dzięki kolei żelaznej. 
W Giddings znajduje się muzeum, Lee County Heritage Center and Museum, które mieści się w budynku z 1879 roku. 